# Aranyera d'ulleres
El aranyera d'ulleres (Arachnothera flavigaster) és una espècie d'ocell de la família dels nectarínids (Nectariniidae) que habita boscos clars del sud-oest de Tailàndia, Malaia, Sumatra i Borneo.